# مهرجان الشعر والغناء الحساني
مهرجان الشعر والغناء الحساني بمدينة الداخلة المغربية، وهو ملتقى ثقافي، تُنظمه وزارة الثقافة المغربية.
في شهر نونبر من كل سنة تكون ساكنة الداخلة على موعد مع فعاليات المهرجان الوطني للأغنية والشعر الحساني والمنظم تحت شعار «التراث الحساني في خدمة التنمية المستدامة» من طرف المديرية الجهوية للثقافة بجهة وادي الذهب لكويرة.
ويعد هذا المهرجان من أبرز الفعاليات الثقافية التي تقيمها وزارة الثقافة، بما يشكله في مسيرة الشعر الحساني والأغنية الحسانية من رؤية لمرحلة إبداعية متميزة تلتقي فيه نخبة من الشعراء والفنانيين الحسانيين لتشكل هذا الحدث الثقافي الذي يهدف إلى العناية بالتراث الحساني الذي يشكل جزءا لا يتجزأ من التراث المغربي، وكذا توظيفه في خدمة الوحدة الترابية باعتباره أحد مقومات الهوية الثقافية المغربية الموحدة. كما يهدف هذا المهرجان السنوي إلى المساهمة في الحفاظ على الموروث الثقافي الحساني وتنميته وتطويره كمسؤولية حضارية تتصدر كل الاعتبارات، فضلا عن الانفتاح على مختلف المستجدات الأدبية والفنية في المجتمع الصحراوي من خلال تكريم نوعين أصيلين متجذرين في الحياة اليومية لسكان الأقاليم الجنوبية.
وتعد كذلك هذه التظاهرة الفنية الاشعاعية المتعددة الفعاليات فرصة للتعريف بالمؤهلات الثقافية والاقتصادية والسياحية للمنطقةـ ولإبراز الأبعاد الوطنية التي تحملها تظاهرة من هذا الحجم في هذه الربوع الغالية من الوطن الحبيب والتي تستهدف ساكنة الجهة عامة والفنانين والشعراء الحسانيين خاصة والمهتمين بالحقل الثقافي والفني.

## وصلات خارجية
تقرير عن فعاليات الدورة السادسة